# Bartolomeo Bernardi
Bartolomeo Bernardi (* um 1660 in Bologna; † 23. Mai 1732 in Kopenhagen) war ein italienischer Komponist und Violinist.

## Leben
Über Bernardis Werdegang ist lediglich bekannt, dass er ein Schüler von Giuseppe Torelli war. Er bezeichnete sich 1692, in seiner ersten veröffentlichten Werksammlung, als Academici filarmonico, was ihn als Mitglied der angesehenen Bologneser Musikervereinigung ausweist.
Als Reisemusiker kam er 1702 an den Hof König Friederichs IV. von Dänemark und Norwegen, und Herzog von Schleswig und Holstein. 1703 wurde Bernardi Mitglied der königlichen dänischen Hofkapelle in Kopenhagen. In seiner Begleitung waren mehrere Musiker aus seinem Umfeld, die den personellen Grundstock für das neu eröffnete königliche Opernhaus in Schloss Amalienborg bildeten. 1705 verließ er Kopenhagen, wurde jedoch 1710 Musikdirektor des dänischen Hofes. Diese Position hatte er bis zu seinem Tod inne. Zu seinen Schülern soll Heinrich Bokemeyer gehört haben.

## Werke
Nur relativ wenige Werke Bernardinis blieben erhalten, die meisten wurden 1745 bei einem Großbrand in Kopenhagen vernichtet.
- 12 Triosonaten op. 1 (Pier Maria Monti, Bologna, 1692). In diesen mischen sich Elemente der Sonata da Chiesa mit Tanzsätzen der Sonata da Camera.
- 10 Triosonaten op. 2 (C. M. Fagnani a Bologna, Bologna, 1696) sind reine Sonate da Chiesa.
- 6 Violinsonaten op. 3 (Estienne Roger, Amsterdam,  1700)
- Mehrere Werke in einem von Estienne Roger veröffentlichten Sammeldruck: VI Sonates a 4, 5 et 6 Parties de Mrs. Bernardi, Torelli et autres fameux auteurs....
- 2 als Manuskript erhaltene Violinsonaten, darunter eine c-Moll Sonate in der Sammlung Schranck No: II
- Verschiedene Kantaten

Opern
- Il Gige fortunato divertimento teatrale (1703 Kopenhagen, von Frederic IV. zur Einweihung des neuen Opernhauses bestellt)
- Diana e la Fortuna (1703 Kopenhagen)

## Diskographie
- „Qual di feroce tromba“, Sonate e Cantate, I Solisti Ambrosiani: Tullia Pedersoli soprano, Davide Belosio violin, Claudio Frigerio cello, Enrico Barbagli organ, Emma Bolamperti harpsichord (2CD, UraniaRecords, LDV 14056, 2020)